# رابطة الدوري الألماني لكرة القدم
رابطة الدوري الألماني لكرة القدم أو رابطة كرة القدم الألمانية (بالألمانية: Deutsche Fußball Liga) هي الجهة المسؤولة والمنظمة لكل من الدوري الألماني الدرجة الأولى (Bundesliga) والدوري الألماني الدرجة الثانية (2. Bundesliga) بالإضافة إلى كأس السوبر الألماني (DFL Supercup).
منذ 1 يوليو 2001، نظمت DFL بوندسليغا وبوندسليغا 2. . من عام 2005 حتى عام 2007 ، قامت أيضًا بتنظيم كأس الدوري الألماني. منذ عام 2010، قامت DFL أيضًا بتنظيم كأس السوبر الألماني.

## البطولات
تشرف رابطة الدوري الألماني على البطولات التالية:
1. الدوري الألماني الدرجة الأولى (بوندسليغا)
2. الدوري الألماني الدرجة الثانية (بوندسليغا 2)
3. كأس السوبر الألماني

### بطولات سابقة
- كأس الدوري الألماني (ليغا بوكال)